# دانشگاه اورخان
دانشگاه اورخان (به لاتین: Orkhon University) یک دانشگاه در مغولستان است که در اولان‌باتور واقع شده‌است.